# Tambja olivaria
Tambja olivaria is een zeenaaktslak uit de familie van de Polyceridae.
De slak heeft een lengte tot zo'n 6 centimeter. De basiskleur is olijfgroen (waarnaar de wetenschappelijke naam olivaria verwijst) met tekening in oranjegeel, lichtblauw en zwart. De kieuwen steken als tentakels uit op de rug en zijn geel aan de buitenkant en lichtblauw aan de binnenkant met zwarte lamellen. Het voedsel bestaat uit het plantvormig mosdiertje Bugula dentata. Bij aanraking scheidt de slak een groene bijtende stof uit.
De soort is bekend van de Maldiven en de Filipijnen.